# Napaeus
Napaeus is een geslacht van landslakken uit de familie van de Enidae. De wetenschappelijke naam van dit geslacht is voor het eerst geldig gepubliceerd in 1850 door Johann Christian Albers, die er oorspronkelijk een ondergeslacht van het omvangrijke geslacht Bulimus mee bedoelde. (Bulimus, in 1777 door Scopoli benoemd, is geen geldige geslachtsnaam meer).
Deze slakken komen voor op de Canarische Eilanden. Er zijn minstens 65 soorten van bekend.